# 喬治·拉米亞
喬治·拉米亞（1933年3月14日—2014年3月10日）是一名法國前足球員，司職龍門。
拉米亞曾效力尼斯和雷恩，並曾代表法國國家隊參加1960年歐洲國家盃，並奪得殿軍。拉米亞於2014年3月10日在他81歲生日前4天自然死亡。

## 外部鏈接
- Georges Lamia （页面存档备份，存于）於法國足球總會（法語）
- 法国足球协会上的 喬治·拉米亞 （法文） 存档于webarchive.org.
- Biography 的存檔，存档日期2007-08-24.